# Rally de Ferrol de 2020
El Rally de Ferrol de 2020 fue la 51.ª edición y la segunda ronda de la temporada 2020 del Campeonato de España de Rally, del Súper Campeonato de España de Rally y del Tour European Rally. Se celebró del 21 de agosto al 22 de agosto y contó con un itinerario de nueve tramos que sumaban un total de 126,30 km cronometrados.

## Itinerario
| Día   | Tramo                      | Nombre            | Distancia | Hora                           | Ganador             | Tiempo  | Líder               |
| Día 1 |                            |                   |           |                                |                     |         |                     |
| ----- | -------------------------- | ----------------- | --------- | ------------------------------ | ------------------- | ------- | ------------------- |
| Día 1 | TC1                        | Irixoa-Monfero    | 14,90 km  | 18:23                          | José Antonio Suárez | 10:20.5 | José Antonio Suárez |
| Día 1 | TC2                        | Monfero-Monfero   | 14,12 km  | 18:56                          | José Antonio Suárez | 7:56.1  | José Antonio Suárez |
| Día 1 | TC3                        | Irixoa-Monfero 2  | 14,90 km  | 20:22                          | Pepe López          | 10:19.6 | Pepe López          |
| Día 1 | TC4                        | Monfero-Monfero 2 | 14,12 km  | 20:55                          | Pepe López          | 7:59.7  | Pepe López          |
| Día 2 |                            |                   |           |                                |                     |         | Pepe López          |
| TC5   | San Sadurniño-As Somozas   | 20,06 km          | 10:25     | José Antonio Suárez            | 12:13.6             |         | Pepe López          |
| TC6   | As Somozas                 | 9,45 km           | 11.02     | José Antonio Suárez            | 5:13.7              |         | Pepe López          |
| TC7   | San Sadurniño-As Somozas 2 | 20,06 km          | 14:27     | José Antonio Suárez            | 12:08.7             |         | Pepe López          |
| TC8   | As Somozas 2               | 9,45 km           | 15:04     | José Antonio Suárez Pepe López | 5:11.5              |         | Pepe López          |
| TC9   | Ferrol-Ferrol              | 9,24 km           | 15:57     | Pepe López                     | 5:53.3              |         | Pepe López          |

## Clasificación final
| Pos. | Piloto               | Copiloto             | Automóvil              | Tiempo    | Diferencia |
| ---- | -------------------- | -------------------- | ---------------------- | --------- | ---------- |
| 1.   | Pepe López           | Borja Rozada         | Citroën C3 R5          | 1:17:31.4 | 0.0        |
| 2.   | José Antonio Suárez  | Alberto Iglesias Pin | Škoda Fabia Rally2 evo | 1:17:35.8 | +4.4       |
| 3.   | Iván Ares            | David Vázquez        | Hyundai i20 R5         | 1:18:20.3 | +48.9      |
| 4.   | Víctor Senra         | Moncho López         | Škoda Fabia Rally2 evo | 1:18:56.5 | +1:25.1    |
| 5.   | Alberto Monarri      | Diego Sanjuan        | Citroën C3 R5          | 1:19:39.1 | +2:07.7    |
| 6.   | Javier Pardo         | Adrián Pérez         | Suzuki Swift R4LLY S   | 1:20:30.4 | +2:59.0    |
| 7.   | Joan Vinyes          | Jordi Mercader       | Suzuki Swift R4LLY S   | 1:20:52.6 | +3:21.2    |
| 8.   | Iago Caamaño         | Alberto Rodríguez    | Ford Fiesta Rally2     | 1:21:51.6 | +4:20.2    |
| 9.   | Luis García Vilariño | Néstor Casal         | Škoda Fabia R5         | 1:22:41.7 | +5:10.3    |
| 10.  | José Luis Peláez     | Rodolfo Del Barrio   | Škoda Fabia R5         | 1:23:07.9 | +5:36.5    |